# Cattleya elegans
Cattleya elegans là một loài thực vật có hoa trong họ Lan. Loài này được C.Morren mô tả khoa học đầu tiên năm 1848.